# ماثيو غراي (دراج)
ماثيو غراي (بالإنجليزية: Matthew Gray)‏ هو دراج أسترالي، ولد في 20 ديسمبر 1977 في برث في أستراليا.